# دنيز آيتكين
دنيز آيتكين ((بالتركية: Deniz Aytekin)‏؛ مواليد 21 يوليو 1978) هو حكم كرة قدم ألماني من أصل تركي مقره في أوبراسباخ. وهو حكم دولي ويعتبر من بين حكام النخبة لدى اليويفا. حكم آيتكين أول مباراة له في البوندسليغا يوم 27 سبتمبر 2008 عندما لعب هرتا برلين أمام إنيرجي كوتبوس في برلين. كما قام بتحكيم مباراة أثير حولها الجدل وهي مباراة الريمونتادا بين برشلونة و‌باريس سان جرمان انتهت بفوز برشلونة 6-1.

## روابط خارجية
- دنيز آيتكين على موقع Soccerway.com (الإنجليزية)